# Rugby-Bundesliga 2003/04
Die Rugby-Bundesliga 2003/04 ist die 33. ihrer Geschichte. 8 Mannschaften spielten um die deutsche Meisterschaft im Rugby. Meister wurde in einem Endspiel zwischen den beiden Tabellen-Ersten der Sportclub Neuenheim 1902 (SC Neuenheim) aus Heidelberg.

## Abschlusstabelle
| Pl. | Verein                   | Sp | Punkte  | Dif  | Pkt |
| 1.  | SC Neuenheim             | 14 | 494:153 | +341 | 38  |
| 2.  | DRC Hannover             | 14 | 532:233 | +299 | 38  |
| 3.  | RG Heidelberg            | 14 | 508:199 | +309 | 34  |
| 4.  | TSV Handschuhsheim       | 14 | 533:237 | +296 | 34  |
| 5.  | Berliner Rugby Club      | 14 | 327:411 | 0−84 | 26  |
| 6.  | TSV Victoria Linden      | 14 | 240:393 | −153 | 22  |
| 7.  | SC Germania List         | 14 | 172:584 | −412 | 17  |
| 8.  | DSV 1878 / 08 Ricklingen | 14 | 132:728 | −596 | 15  |

Absteiger: Spielgemeinschaft DSV 1878 Hannover/SV 1908 Ricklingen

Aufsteiger: Rugby Klub 03 Berlin

## Endspiel
4. Juli 2004 in Heidelberg: SC Neuenheim – DRC Hannover 23:18